# Opactwo Inchcolm
Opactwo Inchcolm (ang. Inchcolm Abbey, gael. Abaid Innis Choluim) – dawniej ważny ośrodek monastyczny wschodniej Szkocji, położony na wyspie u wybrzeża Firth of Forth, współcześnie w ruinie.
Król Aleksander I Szkocki schronił się na wyspie Inchcolm (co znaczy „Wyspa Colma”) podczas burzy w 1123 r. i postanowił zbudować tu klasztor, w podziękowaniu za uratowanie mu życia. Jednak król zmarł w 1124 r., zanim dotrzymał obietnicy. Jego brat król Dawid I Szkocki zaprosił kanoników augustianów do założenia klasztoru na wyspie. Klasztor otrzymał status opactwa w 1235 r. Było ono wielokrotnie napadane przez Anglików podczas wojen z Anglią od 1300 do połowy 1500 r. Kościół opactwa powiększono około 1265 r. W 1400 r. wybudowano nowy kościół, a na miejscu pierwotnego kościoła wybudowano rezydencję opata. Chór XIII-wiecznego kościoła stał się nawą późniejszego kościoła. W 1560 r. reformacja zakończyła działalność opactwa, które opuszczone popadało w ruinę. Od tej pory, ze względu na strategiczne położenie, wyspa była  wykorzystywana dla celów wojskowych: w 1795 r. podczas wojen napoleońskich zainstalowano baterię dział, a wyspę silnie ufortyfikowano na początku XX wieku, aby wzmocnić obronę Edynburga.
Opactwo jest najlepiej zachowaną ruiną klasztorną w Szkocji; przetrwały trzy zadaszone krużganki, ośmioboczny kapitularz z 1200 r.  a także dormitorium, refektarz i inne pomieszczenia.